# 조란 부요비치
조란 부요비치(크로아티아어: Zoran Vujović zòran ʋûːjoʋitɕ, 1958년 8월 26일, 사라예보 주 사라예보 ~)는 크로아티아의 전직 축구 선수로, 현역 시절 수비수로 활약했다.
그의 쌍둥이 형제 즐라트코도 전직 프로 축구 선수였다. 둘 모두 유고슬라비아 국가대표 선수들이었고, 현역 시절 오랜 기간 프랑스 무대에서 활약했다.

## 선수 경력

### 클럽
부요비치는 사라예보 출신이다. 형제 즐라트코와 나란히 하이두크 스플리트에서 프로 무대 신고식을 치른 조란 부요비치는 1980-81 시즌에 현역 시절 단일 시즌 최다이자 구단 내 최다 득점 2위인 리그 10골을 32경기에서 기록했고, 도합 400번의 경기를 치른 뒤 28세의 나이로 프랑스 무대에 진출했고, 이후 7년 동안 잠깐 츠르베나 즈베즈다를 거친 것을 제외하고 프랑스 무대에서 뛰었다. 그의 첫 행선지는 보르도였고, 그의 쌍둥이 형제와 한배를 타고 1년차에 2관왕을 달성했다.
1993년, 부요비치는 니스에서 은퇴했는데, 2007년에 모로코의 KAC에서 지도자의 길에 입문했다.

### 국가대표팀 경력
국가대항전에서, 부요비치는 유고슬라비아 국가대표팀 경기에 34번 출전했는데, 1982년 월드컵에도 참가했지만, 출전하지는 못했다. 그의 첫 국가대표팀 경기는 1979년 6월 13일에 열린 이탈리아와의 친선경기였다. 그는 1980년 하계 올림픽에 참가하기도 했다. 그의 마지막 국가대표팀 경기는 1989년 9월에 열린 그리스와의 친선경기였다.